# Матан
«Матан» означает также Математический анализ (разговорное)
Матан (порт. Matão)  —  муниципалитет в Бразилии, входит в штат Сан-Паулу. Составная часть мезорегиона Араракара. Входит в экономико-статистический  микрорегион Араракуара. Население составляет 76 853 человека на 2006 год. Занимает площадь 527,012 км². Плотность населения — 147,6 чел./км².
Праздник города —  27 августа.

## История
Город основан в 1898 году. Составная часть мезорегиона Араракара.

## Статистика
- Валовой внутренний продукт на 2003 составляет 2.404.849.806,00 реалов (данные: Бразильский институт географии и статистики).
- Валовой внутренний продукт на душу населения на 2003 составляет 32.060,39 реалов (данные: Бразильский институт географии и статистики).
- Индекс развития человеческого потенциала на 2000 составляет 0,806 ▲ (данные: Программа развития ООН).

## География
Климат местности: тропический. В соответствии с классификацией Кёппена, климат относится к категории Aw.